# Andoche Junot
Jean Andoche Junot, vévoda z Abrantès [žán andoš žyno] (23. října 1771 Bussy-le-Grand, Côte-d'Or – 29. července 1813 v Montbard, Côte-d'Or) byl francouzský generál doby prvního císařství.

## Životopis

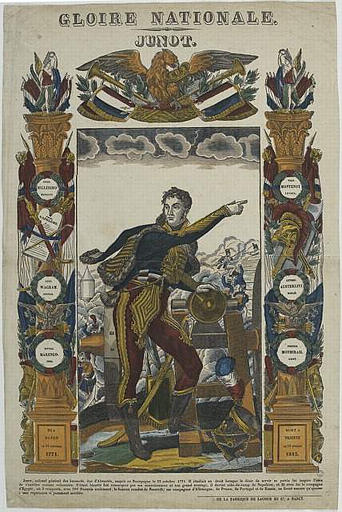
Generál Jean Andoche Junot

Junot pocházel ze středostavovské burgundské měšťanské rodiny. Narodil se jako syn Michela Junota (1739–1814) a jeho manželky Marie Antoinetty roz. Bienayme (1735–1806). Junot studoval lyceum v Chatllion sur Seine a pak v Paříži práva. Těsně po vypuknutí Francouzské revoluce se stal vojákem (1790). Vstoupil do praporu dobrovolníků z Cote d'Or a hned po propuknutí války se vyznamenal odvahou a byl 2x raněn, což mu vyneslo hodnost seržanta. Při obléhání Toulonu v roce 1793 jej mladý Napoleon Bonaparte ustanovil svým adjutantem a Junot se velmi s Napoleonem sblížil. Tím začala jeho strmá kariéra. Během italského tažení (1796–1797) byl již plukovníkem. V této kampani byl v bitvě u Lonata (3. srpna 1796) těžce raněn – utrpěl sečnou ránu na hlavě. Fyzicky se uzdravil rychle, ale v důsledku poranění nastaly rozsáhlé psychické změny, které jeho současníci líčí jednotně: rychlé střídání nálad, enormní popudlivost a výbušnost často zcela bez příčiny, omezení intelektu, ztráta zájmů mimovojenských. Změna jeho osobnosti mu vynesla od Napoleona přezdívku „Bouřka“.
Během Napoleonova egyptského tažení (1798–1799) dosáhl hodnosti brigádního generála. I zde však díky své enormní popudlivosti se dostal do nesnází a po odjezdu Napoleona z Egypta se zapletl do souboje, ve kterém byl těžce raněn. Byl zajat Angličany, ale ještě roku 1799 vrácen jako invalidní do Francie a zde stačil ještě podílet se na podpoře Napoleona při převratu 18. brumaire (9. listopadu 1799). Postupně však se Napoleon od svého dosud velmi blízkého a oddaného generála pro jeho společensky neúnosnou psychickou labilitu odtahoval.
Roku 1800 se stal Junot velitelem pařížské posádky. Roku 1801 povýšen do hodnosti divizního generála. Roku 1804 se stal velkodůstojníkem Čestné legie. V následujícím roce byl jmenován vyslancem Francie v Lisabonu, ale ještě téhož roku se zúčastnil tažení Velké armády proti III. koalici, zakončené velkolepým vítězstvím u Slavkova (2. prosince 1805). Pro zlepšení obtížné finanční situace byl Napoleonem jmenován roku 1806 guvernérem Parmy s úkolem potlačit zde odpor a zavést vojenský režim. Po návratu (1807) byl krátce vojenským guvernérem Paříže, ale ještě téhož roku byl postaven do čela armády, která měla s pasivní podporou Španělska obsadit Portugalsko. S velkými problémy během tažení (počasí, hlad, nemoci) podařilo se Junotovi obsadit Lisabon (1. prosince 1807) a byl za to nobilitován s titulem vévoda z Abrantes. Následujícího roku však byl Angličany poražen v bitvě u Vimeira (21. srpna 1808) a pak v důsledku podepsání smlouvy ze Sintry (30. srpna 1808) byl přinucen vyklidit Portugalsko. Roku 1809 se podílel na tažení proti Rakousku a o rok později se vrátil na Iberský poloostrov jako podřízený maršála Massény. Během ruského tažení roku 1812 byl pověřen velením 8. (vestfálského) sboru. V jeho čele bojoval velmi pasivně a neúspěšně v bitvě u Smolenska (16. a 17. srpna 1812) a tím umožnil Bagrationovi ústup, za což sklidil ostré pokárání Napoleona, ale v bitvě u Borodina (7. září 1812), kde sbor byl součástí středové sestavy Francouzů, velel orientovaně a nedopustil se chyb. V průběhu této kampaně naplno propukly příznaky těžké duševní choroby (pravděpodobně schizofrenie). Opustil armádu, vrátil se do Francie. Byl sice jmenován guvernérem Illyrie, ale výkon funkce byl již společensky neúnosný a proti své vůli byl odvezen k svému otci v městě Montbard, kde v návalu šílenství jednoho večera ve stavu deliria vyskočil z okna a přivodil si zlomeninu stehna. Zcela psychicky dezorientován pokusil se amputovat zlomenou končetinu kuchyňským nožem. Za několik dní podlehl infekčním následkům poranění 29. července 1813. Jeho hrob je dodnes ozdobou městského hřbitova v Montbard.
Jako adjutant mladého Napoleona Bonaparte se seznámil s krásnou a oduševnělou Laurou Permonovou (1784–1838) z rodiny přátelsky blízké Bonapartům a roku 1800 se s ní oženil. Z manželství vzešly 4 děti (2 dcery a 2 synové). Mladší syn Andoche Alfred, 3. vévoda z Abrantes se oženil postupně se dvěma dcerami generála Lepica a tato rodinná větev pokračuje dodnes. Laura Junotová sepsala později své zajímavé a objektivní vzpomínky, které tvoří dodnes základní studijní materiál o době revoluce, konzulátu a císařství (18 svazků, 1831-1834).
Generál Junot je často omylem uváděn jako maršál Junot. Tohoto titulu ve skutečnosti nikdy nedosáhl, třebaže po něm toužil.